# Die Firma
Die Firma — немецкая рок-группа, образовавшаяся в ГДР.

## История
Группу организовал в 1983 году в Восточном Берлине Франк Трёч Трёгер, первоначально под названием Firma Trötsch («Фирма Трёч»), которое впоследствии было сокращено до Die Firma («Фирма»). Была известна в ГДР благодаря полулегальным выступлениям и магнитофонным записям на компакт-кассетах.
После воссоединения Германии, в числе других восточногерманских артистов, Die Firma была приглашена президентом Франции Миттераном в Елисейский дворец и просуществовала до 1993 года.
Позже выяснилось, что основатель группы Франк Трёгер и Татьяна Бессон негласно сотрудничали с Министерством государственной безопасности ГДР.

### Состав
В разное время в состав коллектива входили: Татьяна Бессон (вокал, бас-гитара; перешла во Freygang), Франк Трёгер (вокал, клавишные), Кей Панконин (гитара, вокал; перешёл в Ichfunktion), Лотар Грайсс (ударные; участвовал в Weiterverarbeitung, The Waste, Mind Raiders), Фарен Матерн (вокал, бас-гитара), Пауль Ландерс (гитара; перешёл в Feeling B, затем в Rammstein), Кристоф Шнайдер (ударные; перешёл в Rammstein), Рихард Круспе (гитара; перешёл в Orgasm Death Gimmick, затем в Rammstein).

## Дискография
1. 1990 — Die letzten Tage von Pompeji
2. 1993 — Kinder der Maschinenrepublik